# Cartaxo
Cartaxo ist ein Kreis und eine Stadt in Portugal. Der Ort ist für seinen Wein bekannt.
Am 29. September 2013 wurden die Gemeinden Cartaxo und Vale da Pinta zur neuen Gemeinde União das Freguesias do Cartaxo e Vale da Pinta zusammengeschlossen.

## Geschichte
Das Gebiet diente seit vorgeschichtlichen Zeiten den Menschen als Verbindung von der Küste ins Landesinnere, insbesondere über den Fluss Tejo. Auch einige befestigte Siedlungen der Castrokultur wurden nachgewiesen. Die später eingetroffenen Römer siedelten ebenfalls hier. Die Römerstraße von Olisipo (heute Lissabon) über Lerabriga (heute Alenquer) nach Scallabis (heute Santarém) querte das heutige Kreisgebiet.
Die Gegend war Schauplatz von Kämpfen während der Eroberung des Westgotenreichs durch die Araber 711, insbesondere dank der Nähe zur umkämpften Festung von Santarém. Auch während der Reconquista trafen hier christliche Heere auf die Mauren. König D. Sancho II. ordnete die Neubesiedlung des Gebietes an, insbesondere um die fruchtbaren Böden zu nutzen.
Cartaxo erhielt erste Stadtrechte im Jahr 1312, durch König D. Dinis, die 1487 bestätigt wurden. König D. Manuel I. erneuerte die Stadtrechte 1496 im Zuge seiner Verwaltungsreformen.
1656 wurde Cartaxo zur Kleinstadt (Vila) erhoben. 1815 wurde es Sitz eines eigenen Kreises, durch Erlass des Königs D. João VI. Zu der Zeit residierte der Königshof in Rio de Janeiro, wohin er auf der Flucht vor den Napoleonischen Invasionen übersiedelt war. Gegen Ende des 19. Jahrhunderts führten Innovationen im Weinbau zur verstärkten Produktion in Cartaxo. Der Wein des Kreises, der über den Fluss Tejo in die Hauptstadt gelangte, fand dort weite Verbreitung.
Am 21. Juni 1995 wurde Cartaxo zur Stadt (Cidade) erhoben.

## Verwaltung

### Der Kreis
Cartaxo ist Verwaltungssitz eines gleichnamigen Kreises (Concelho) im Distrikt Santarém. Die Nachbarkreise sind (im Uhrzeigersinn im Norden beginnend): Santarém, Almeirim, Salvaterra de Magos sowie Azambuja.
Mit der Gebietsreform im September 2013 wurden mehrere Gemeinden zu neuen Gemeinden zusammengefasst, sodass sich die Zahl der Gemeinden von zuvor acht auf sechs verringerte.
Die folgenden Gemeinden (Freguesias) bilden den Kreis Cartaxo:

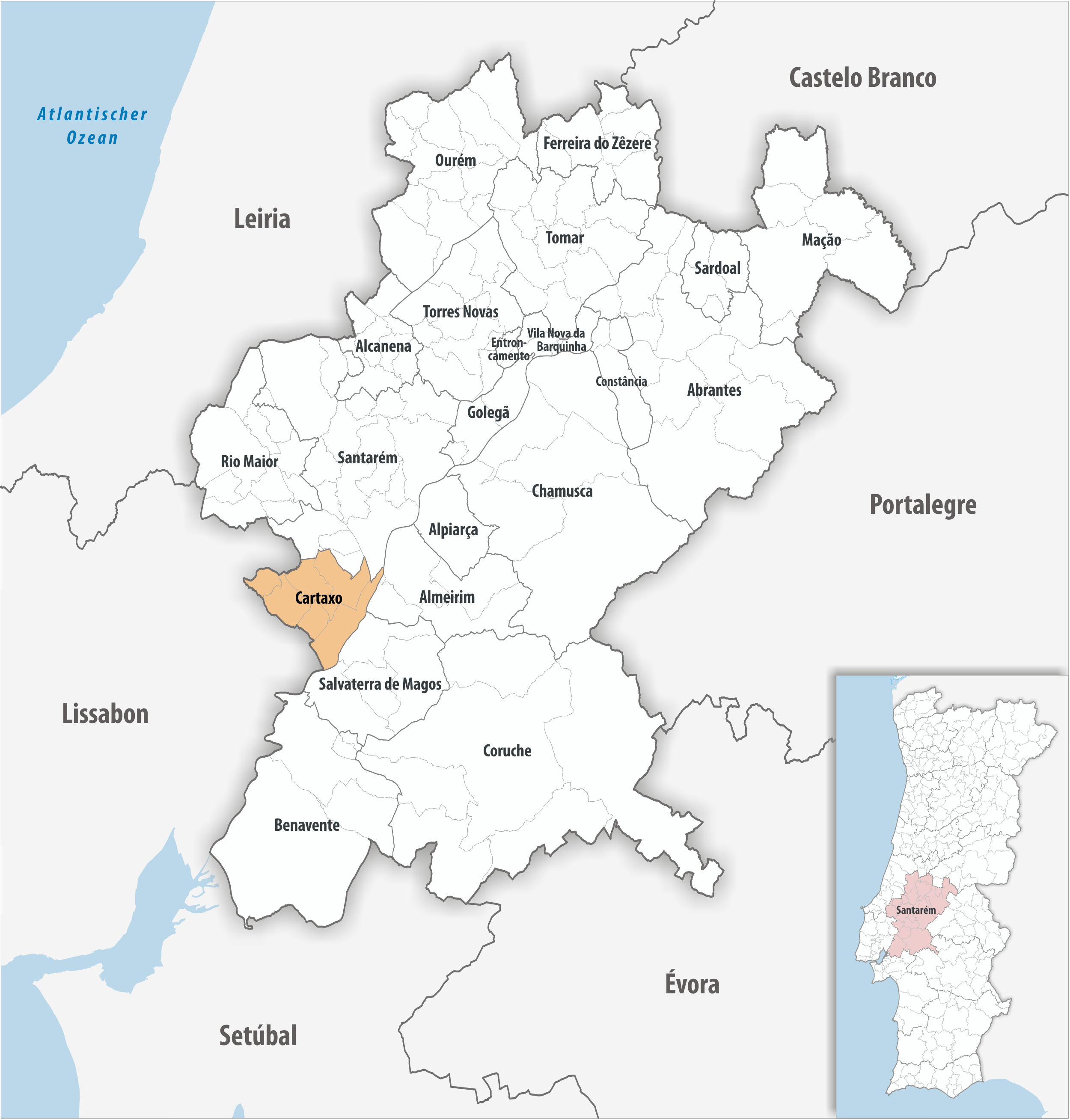
Kreis Cartaxo

| Gemeinde                | Einwohner (2021) | Fläche km² | Dichte Einw./km² | LAU- Code |
| ----------------------- | ---------------- | ---------- | ---------------- | --------- |
| Cartaxo e Vale da Pinta | 12.302           | 28,23      | 436              | 140609    |
| Ereira e Lapa           | 1.726            | 12,62      | 137              | 140610    |
| Pontével                | 4.360            | 27,84      | 157              | 140604    |
| Valada                  | 683              | 42,17      | 16               | 140605    |
| Vale da Pedra           | 1.646            | 14,10      | 117              | 140608    |
| Vila Chã de Ourique     | 2.469            | 33,22      | 74               | 140607    |
| Kreis Cartaxo           | 23.186           | 158,18     | 147              | 1406      |

### Bevölkerungsentwicklung
| Einwohnerzahl im Kreis Cartaxo (1849–2011) | Einwohnerzahl im Kreis Cartaxo (1849–2011) | Einwohnerzahl im Kreis Cartaxo (1849–2011) | Einwohnerzahl im Kreis Cartaxo (1849–2011) | Einwohnerzahl im Kreis Cartaxo (1849–2011) | Einwohnerzahl im Kreis Cartaxo (1849–2011) | Einwohnerzahl im Kreis Cartaxo (1849–2011) | Einwohnerzahl im Kreis Cartaxo (1849–2011) |
| ------------------------------------------ | ------------------------------------------ | ------------------------------------------ | ------------------------------------------ | ------------------------------------------ | ------------------------------------------ | ------------------------------------------ | ------------------------------------------ |
| 1849                                       | 1900                                       | 1930                                       | 1960                                       | 1981                                       | 1991                                       | 2001                                       | 2011                                       |
| 7520                                       | 14.373                                     | 18.270                                     | 19.939                                     | 22.581                                     | 22.268                                     | 23.338                                     | 24.574                                     |

### Kommunaler Feiertag
- Christi Himmelfahrt

### Städtepartnerschaften
- Bento Gonçalves, Rio Grande do Sul,  Brasilien[6]
- Brava, Kap Verde[7]
- Penglai, Volksrepublik China[8]

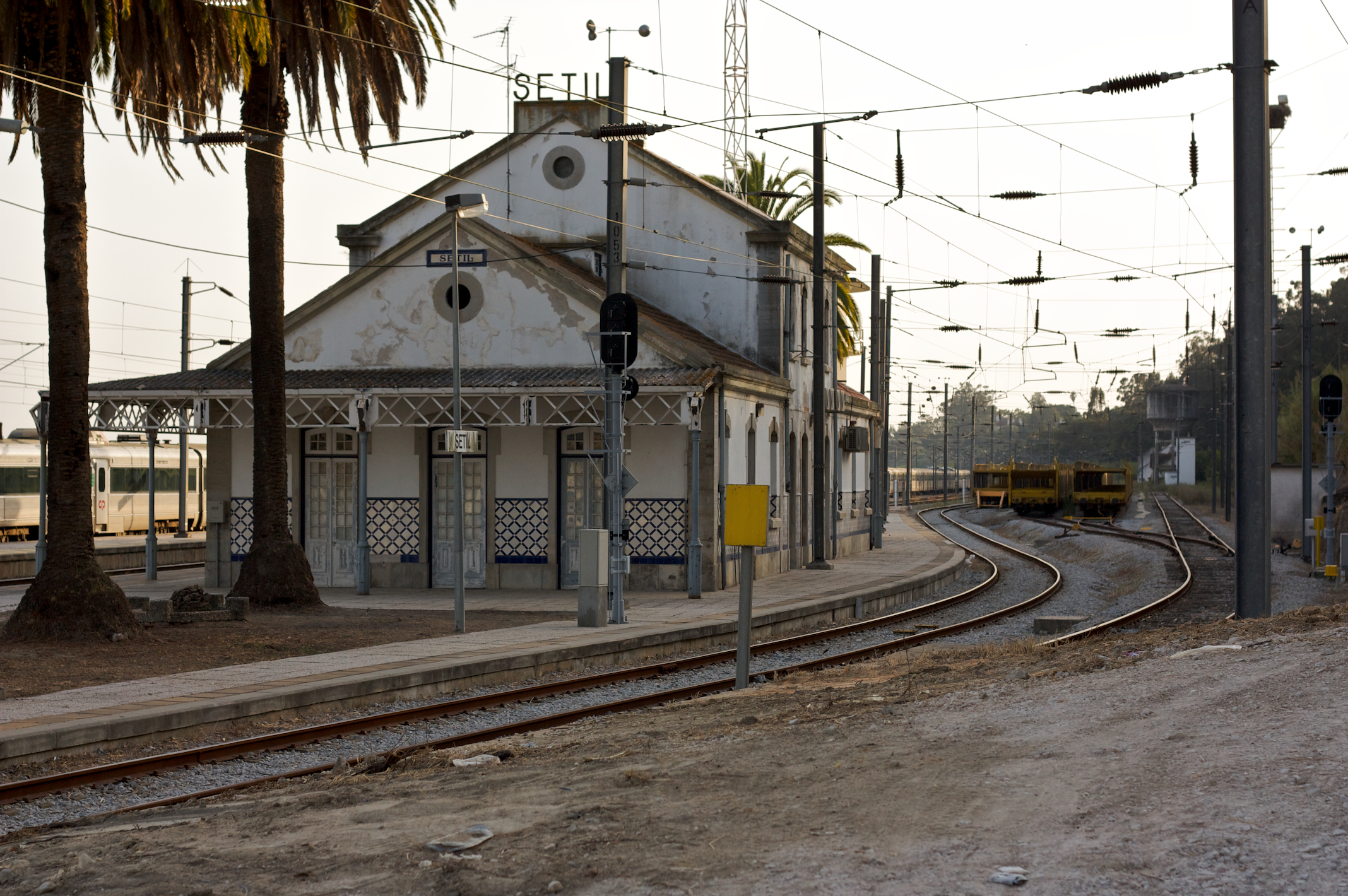
Der Bahnhof von Setil bei Cartaxo

- Pucioasa, Rumänien[9]
- Słupsk, Polen[10]

## Verkehr

### Fernverkehr
Cartaxo liegt mit den Bahnhöfen Santana, Setil und Reguengo an der Linha do Norte, der wichtigsten Eisenbahnstrecke des Landes.
Über die westlich gelegenen Anschlussstellen bei Aveiras de Cima (etwa 10 km entfernt) und Vila Nova de São Pedro (etwa 5 km entfernt) ist die Stadt an die Autobahn A1 angebunden. Die Nationalstraße N3 quert zudem Cartaxo. 10 km nördlich besteht über sie Anschluss an die IC10 und die nahe Autobahn A13.
Die Stadt ist in das landesweite Fernbusnetz der Rede Expressos eingebunden.

### Öffentlicher Nahverkehr
Die städtischen Verkehrsbetriebe Transporte Urbano do Cartaxo (TUC) betreiben eine Kleinbuslinie. Dazu bieten private Betreiber lokale und regionale Verbindungen an, insbesondere die Rodoviária do Tejo.

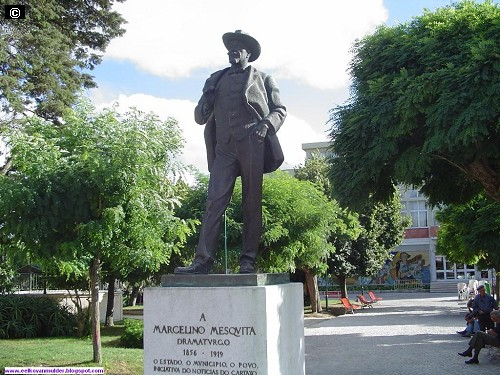
Statue von Marcelino Mesquita in Cartaxo

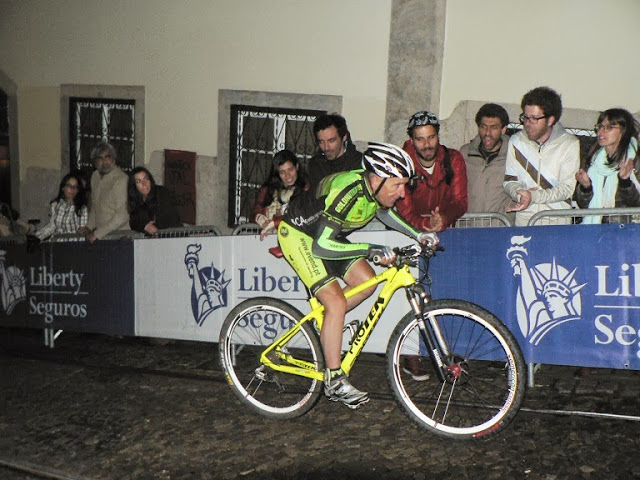
Marco Chagas, 2013 bei der Subida à Glória

## Söhne und Töchter der Stadt
- Cosme Delgado (1530–1596), Komponist
- Marcelino Mesquita (1856–1919), Dramaturg und Schriftsteller, Arzt, Politiker und Journalist
- Francisco Mendonça (1886–??), Sportschütze
- José Tagarro (1902–1931), Maler
- Alfredo Trindade (1908–1977), Radrennfahrer, Sieger der Portugal-Rundfahrt 1932 und 1933
- José Maria Nicolau (1908–1969), Radrennfahrer, Sieger der Portugal-Rundfahrt 1934
- António Montez (* 1941), Schauspieler, Synchronsprecher und Theaterregisseur
- Fernanda Assis (* 1945), Bildhauerin
- Francisco Valada (1941–2021), Radrennfahrer, Sieger der Portugal-Rundfahrt 1966
- Marco Chagas (* 1956), Radrennfahrer, mehrmaliger Sieger der Portugal-Rundfahrt in den 1980er Jahren
- Gonçalo Amorim (1972–2012), Radrennfahrer
- Renato Silva (* 1976), Radrennfahrer
- Francisco Areosa (* 1986), Triathlet, Schauspieler und Synchronsprecher